# V/H/S シンドローム
『V/H/S シンドローム』（ブイ・エイチ・エス シンドローム、原題：V/H/S）は、2012年制作のアメリカ合衆国のホラー映画。
イーライ・ロスに才能を見出されたタイ・ウェストやアダム・ウィンガード、映像制作集団のレイディオ・サイレンス（チャド・ヴィレラ、マット・ベティネリ、タイラー・ジレット、ジャスティン・マルティネスの4人組）ら気鋭のクリエイターが監督として集い制作、2012年度サンダンス映画祭ほか各国の映画祭で話題になったモキュメンタリー・アンソロジー・ホラー。R-18指定。シリーズ化され、続編が複数制作されている。

## あらすじ
TAPE56
ゲイリー、ザック、ロックス、ブラッドの4人の不良グループは、ある人物から1本のビデオテープを盗み出すよう依頼を受け、古い一軒家に忍び込む。するとそこには、山のように大量のVHSビデオテープと老人の死体がひとつあった。4人は戸惑いながらも、目的のビデオテープを探すため1本ずつ再生していくが、そこには想像をはるかに超えた恐ろしい映像が収められていた。そして、なぜかそのビデオを見た者が1人、また1人といなくなっていく。
AMATEUR NIGHT
シェーンとクリントは童貞を捨てるためにとあるクラブへ訪れる。シェーンはセックスしようとした女性にかみつかれてしまう。
SECOND HONEYMOON
旅行中のステファニーとサムはモーテルにとまっていたところ、とある女性から一緒にのせていってくれと頼まれる。サムに頼みを断られた女性は深夜、2人のお金を盗むなどの嫌がらせをする。そのことに気づかぬまま2人は旅を続けるが、翌日同じ女性が再び侵入する。
TUESDAY THE 17TH
大学生のウェンディは恋人のジョーイ、サマンサ、スパイダーと4人で湖に行く。だが、ウェンディは皆がここで死ぬと発言し、やがて一人ずつその通りになっていく。
THE SICK THING THAT HAPPENED TO EMILY WHEN SHE WAS YOUNGER
エミリーはジェームズとパソコンのチャットしていたところ、左腕にあざができ、時折生じる謎の足音におびえていた。ジェームズは励ましていたものの、エミリーは12歳の時にも同様の経験をしており、とうとうパニックに陥る。
10/31/98
ハロウィン、ポールたちは肝試しのためとある一軒家に忍び込む。
その家の屋根裏部屋では、複数の男たちが一人の少女を縛り上げて儀式を行っていた。
ポールたちは少女を救出するも、怪奇現象に襲われてしまう。

## キャスト
TAPE56
- ゲイリー：カルヴィン・リーダー
- ザック：レイン・ヒューズ
- ロックス：ケンタッカー・オードリー
- ブラッド：アダム・ウィンガード
- 老人：フランク・スタック

AMATEUR NIGHT
- シェーン：マイク・ドンラン
- クリント：ドリュー・ソウヤー

SECOND HONEYMOON
- ステファニー：ソフィア・タカール
- サム：ジョー・スワンバーグ

TUESDAY THE 17TH
- ウェンディ：ノーマ・C・キノンス
- ジョーイ：ドリュー・モーレイン

THE SICK THING THAT HAPPENED TO EMILY WHEN SHE WAS YOUNGER
- エミリー：ヘレン・ロジャース
- ジェームズ：ダニエル・カウフマン

10/31/98
- チャド：チャド・ヴィレラ
- マット：マット・ベティネリ
- タイラー：タイラー・ジレット

## 続編
- V/H/S ネクストレベル（英語版）（2013年）
- V/H/S ファイナル・インパクト（英語版）（2014年）
- V/H/S 94（英語版）（2021年）
- V/H/S ビヨンド（英語版）（2024年）

以下は日本未公開作品。
- V/H/S/99 (en) （2022年）
- V/H/S/85 (en) （2023年）